# Хестер, Лорел
Лорел Энн Хестер (15 августа 1956 — 18 февраля 2006) была полицейским «лейтенантом в округе прокуратуры в Нью-Джерси. Она добилась национального внимания на смертном одре при помощи обращения по продлению пенсионных выплат к её сожительнице. Её бой за равенство был показан в Право на наследие» (2007). Кинокартина стала лауреатом премии Американской киноакадемии за лучший короткометражный Документальный фильм. Также был снят художественный фильм «Все, что у меня есть» (2015), в котором роль Хестер сыграла Джулианна Мур.

## Жизнь и карьера
Лорел Хестер родилась в Элджине, штат Иллинойс, и выросла в Флорэм-Парке, проживая с родителями: Дианой (1922—1995) и Джорджем Хестер (1919—1992), а также с двумя братьями и сестрой: Джорджем II, Джеймсом и Линдой (Хестер) д’Орио — агентом по недвижимости.
Она получила степень бакалавра в области уголовного правосудия и психологии в университете Стоктона. Ранее, в школе, она помогла начать «Народный Гей Альянс» — первую ЛГБТ группу в университетском городке Стоктона, чем вызвала споры. Она являлась сопрезидентом Альянса, но использовала псевдоним, чтобы никто за пределами не узнал, что она лесбиянка. В итоге, её имя было упомянуто в пресс-статье, и Лорел была исключена из школы из-за того, что она лесбиянка. Её первая позиция в правоохранительных органах была в Северном Вилвуде, Нью-Джерси. После двух лет работы в качестве сезонного офицера, ей сказали, что она не будет нанята на третий год из-за её нетрадиционной ориентации. Также трудности с трудоустройством возникали из-за желания Лорел остаться на побережье Джерси, потому что в детстве её семья часто проводила там лето.
Лорел Хестер была ветераном, отслужив 23 года в округе Оушен (округ, Нью-Джерси), когда у неё диагностировали рак лёгких. Уважаемая сослуживцами, она была первой женщиной, которая получила звание лейтенанта в её отделе.
В начале 2000-х она встретила свою будущую партнершу Стейси Лейт Андре (1975).

## Право на наследие
Метастазы распространились на её мозг, и стало ясно, что ей осталось мало времени. Хестер жила с  зарегистрированной партнершей, Стейси Андре, которая не смогла бы позволить себе ипотечные платежи после смерти Лорел. Если бы Хестер была гетеросексуальной замужней женщиной, то она могла бы отдать свою пенсию партнеру, но это был не её случай. Проблема заключалась в том, что эта привилегия не распространялась на однополых партнеров.
Хестер обратилась к местным властям, чтобы они изменили этот закон, и была поддержана Пенсионной Ассоциацией местных полицейских. Однако на закрытом заседании 9 ноября 2005 года пять республиканских депутатов,  во главе с Джоном П. Келли проголосовали против этого предложения, утверждая, что это угрожает «святости брака». 23 ноября произошел митинг сторонников (100—200 человек), которые были против бездействия власти округа.
18 января 2006 года пылкое видеообращение ослабевшей Хестер из её больничной койки было показано на встрече депутатов, которые затем встретились с окружным лидером республиканцев в телеконференции 20 января. На следующий день депутаты объявили, что они полностью меняют свою позицию и будут требовать, чтобы округ разрешил пенсионные выплаты зарегистрированным однополым партнерам.

## Смерть
Лорел умерла 18 февраля 2006 года, в возрасте 49 лет, в своем доме в Пойнт-Плезанте, штат Нью-Джерси.

## Продолжение
Битва Лорел за пенсионные выплаты была показана в фильме «Право на наследие» (2007), победителя премии Американской киноакадемии за лучший короткометражный фильм, а также в художественном фильме «Всё, что у меня есть» (2015), в котором роль Хестер играет Джулианна Мур.
ЛГБТ ЛИГА, которая предоставляет финансовые ресурсы для американских ЛГБТ старшеклассников на их первый год обучения в вузе, создала стипендию Лорел Хестер, которая ежегодно выплачивается с 2006 года.
Офицерская Гей Лига в Нью-Йорке награждает премией Лорел Хестер.